# Stolna bazilika, Salvador, Bahia
Stolna bazilika Salvadorja (portugalsko Catedral Basílica de Salvador), uradno posvečena Kristusovemu spremenjenju in imenovana primatialna stolnica bazilika Gospodovega spremenjenja, je sedež nadškofa mesta Salvador v zvezni državi Bahia v Braziliji. Nadškof Salvadorja je tudi brazilski primas po uradni dolžnosti. Objekt je zgradila Družba Jezusova kot del velikega jezuitskega samostanskega in izobraževalnega kompleksa. Sedanja cerkev zgrajena na tem mestu je bila posvečena leta 1654. Po izgonu jezuitov iz Brazilije leta 1759 sta bili šola in cerkev preneseni na nadškofijo Bahie. Nadškof Augusto Álvaro da Silva je leta 1933 odredil rušenje obstoječe stolnice zaradi izgradnje tramvajske proge in obstoječo jezuitsko strukturo povzdignil v status bazilike.
Stolnica velja za enega najlepših primerov manierizma v Portugalskem imperiju in močno spominja na jezuitsko cerkev v Coimbri. Fasada in drugi elementi strukture uporabljajo kamen lioz iz Portugalske. Notranjost ima veliko ladjo, dovršene stranske oltarje v baročnem slogu, zakristijo, knjižnico in kostnico.
Salvadorska stolna bazilika gleda na širok trg, Terreiro de Jesus; na jugu ga obdaja široka Praça da Sé, zadaj pa gleda na Zaliv Vseh svetih. Je osrednja točka zgodovinskega središča Salvadorja, ki je na Unescovem seznamu svetovne dediščine.

## Zgodovina
Jezuiti so v mesto prispeli leta 1549 in načrtovali jezuitski kolegij pod vodstvom patra Manuela da Nóbrega (1517-1570). Škofija São Salvador da Bahia de Todos os Santos, prva v portugalski koloniji Brazilija, je bila ustanovljena leta 1551, le dve leti po ustanovitvi Salvadorja s strani portugalskega plemiča Toméja de Sousa. Prvi škof Pero Fernandes Sardinha je prišel leta 1552, jezuitski kolegij pa je bil ustanovljen leta 1564. Colégio de Jesus (Jezusova šola) je bila dokončana leta 1585 s finančno podporo prvega generalnega guvernerja Bahie Mem de Sá. V tem času je bila v središču Salvadorja ločeno zgrajena stolnica. Na mestu današnje stolnice so bile postavljene tri jezuitske cerkvene stavbe, zadnja pa je bila uničena med nizozemsko okupacijo Brazilije.

### Nizozemska okupacija
Nizozemci so ob vstopu v Salvador leta 1624 notranjost jezuitskega kolegija odstranili iz srebrnine in relikvije, ki naj bi jo uporabljal sveti Frančišek Ksaverij. Nizozemci so jezuitsko kapelo uporabljali kot skladišče za shranjevanje sodov vina, zaplenjenega v mestu. Salvador so ponovno zavzeli Portugalci leta 1625, vendar je bila cerkev, skupaj z večino stavb v mestu, močno poškodovana in ostala pod obleganjem Nizozemcev do leta 1654.

### Prenova jezuitskega kompleksa
Jezuiti so se leta 1654 zbrali, da bi zgradili četrto cerkev, sedanjo stavbo. Temeljni kamen je bil položen leta 1657 na veliki slovesnosti in maši. Udeležili so se ga generalni guverner Jerónimo de Ataíde, Conde de Atouguia (1610-1665) ter številne vladne in vojaške osebe. Maševal je pater Simão de Vasconcelos. Stavba je bila dokončana leta 1672. Njeno pročelje je iz leta 1679, zvoniki pa so bili dokončani leta 1694. Podobe svetega Ignacija, svetega Frančiška Ksaverija in svetega Frančiška Borgie so bile postavljene na pročelje leta 1746. Stanovanja za tri verske skupnosti, oče, Escolásticas in Bratovščina; manjša kapelica, jedilnica in kuhinja, noviciat in mala šola so bili dokončani kmalu po odprtju cerkve. Verska skupnost je štela približno 150 članov, o čemer priča sedež domače kapele. Noviciat je bil leta 1728 preseljen v spodnje mesto v današnjo Casa Pia in kolegij sirot svetega Joahima.

### Izgon jezuitov
Jezuitski red je bil izgnan iz Brazilije s kraljevim pismom z dne 28. avgusta 1759. Kolegij so oblegali vojaki in vsi njegovi prebivalci, vključno z duhovniki, študenti in brati, so bili 26. decembra 1759 priprti. To je bil eden zadnjih dejanja guvernerja Marcosa de Noronhe pred prihodom novega guvernerja iz Portugalske Antônia de Almeide Soaresa. Soares je celotno skupnost jezuitov 7. januarja 1760 preselil v domačo kapelo kolegija in zapečatil vrata in okna. Člane skupnosti, ki so bili zdaj ujetniki, so oboroženi vojaki odpeljali v noviciat Jiquitaia v spodnjem mestu; druge enote so varovale pot, da bi preprečile opazovalce. Skupnost je bila 18. aprila 1760 vkrcana na dve ladji. Jezuite so odpeljali bodisi v ječe v Lizboni bodisi razkropili na papeška ozemlja v Italiji. Njihova cerkev je bila leta 1765 pod vodstvom Manuela de Santa Inêsa prenesena na nadškofijo.

### 20. stoletje
Ostanki jezuitske šole, severno od sedanje stavbe, so pogoreli leta 1905. Cerkev je postala edini ostanek jezuitskega kompleksa. Jezuitsko šolo je zamenjala medicinska šola Bahia; zgradili so hodnik, ki je povezoval šolo s cerkvijo. Stara stolnica v Salvadorju, zgrajena v poznem 16. stoletju, je bila leta 1933 porušena pod nadškofom Augustom Álvarom da Silvo (1876-1968), da bi zgradili tramvaj v Salvadorju. Nekdanja jezuitska cerkev je postala stolnica mesta.

## Umetnost in arhitektura

### Fasada
Jezuiti so sedanjo cerkveno stavbo zgradili v manierističnem slogu, ki je bil takrat moderen na Portugalskem. Fasada je zelo podobna sodobnim portugalskim cerkvam, kot je jezuitska cerkev v Coimbri. Fasada je narejena iz svetlega kamna lioz, pripeljanega s Portugalske, kar je značilnost tudi v baziliki Brezmadežnega spočetja v spodnjem delu Salvadorja. Fasado obdajata dva kratka zvonika. Ima tri portale s kipi jezuitskih svetnikov, Ignacija Lojolskega, Frančiška Ksaverija in Frančiška Borgie. Zatrep v zgornjem nadstropju fasade obdajajo značilne manieristične volute.

### Notranjost
V notranjosti je stolnica enoladijska cerkev pravokotne oblike, brez transepta in z zelo plitvo glavno kapelo. Notranjost cerkve je podobno kot njeno pročelje obložena s kamnom lioz iz Portugalske. Stranske stene cerkve imajo vrsto stranskih kapel, okrašenih z oltarnimi slikami. Ta tlorisna shema temelji na cerkvi São Roque v Lizboni, jezuitski cerkvi portugalske prestolnice, zgrajeni stoletje prej. Ladja cerkve ima globok osrednji oltar, dve stranski kapeli, dve kapeli na transeptu in tri kapele na vsaki strani ladje. Kapele so bile zgrajene v različnih časih in odražajo številna arhitekturna obdobja in sloge.
Kapele stolnice ponujajo zanimivo razstavo oltarne umetnosti od poznega 16. do sredine 18. stoletja, vse okrašene s skulpturami in slikami. Zelo redki sta dve renesančni oltarni sliki iz 16. stoletja, ki sta pripadali prejšnji jezuitski cerkvi in sta bili ponovno uporabljeni v novi stavbi. Oltarna slika glavne kapele je lep primer manieristične umetnosti 17. stoletja. Druge kapele imajo baročne oltarne slike iz sredine 18. stoletja. Banjasti obok, ki pokriva ladjo cerkve, je okrašen z lesenimi opaži iz 18. stoletja. Ogromen emblem v sredini prikazuje jezuitski emblem IHS. Slike v dnu ladje so v živih barvah z azijskim dizajnom. Naslikal jih je Charles Belleville (1657-1730), jezuit, ki je pred prihodom v Bahio deset let živel v Macau.
Jezuitska cerkev je imela krstilnico, ker ni bila župnijska cerkev. Krstilni kamen stolne bazilike, izklesan iz enega bloka apnenca, je bil pred rušenjem leta 1933 prenesen iz nekdanjega sedeža in nameščen v stolni baziliki.
Fasada in tloris jezuitske cerkve v Salvadorju sta vplivala na številne druge kolonialne cerkve v severovzhodni Braziliji, vključno s cerkvijo São Francisco v Salvadorju. Grobnica Mem de Sá's, prvega generalnega guvernerja Bahie, je pod velikim oltarjem.

### Zakristija
Zakristija cerkve je iz leta 1694 in je obrnjena proti zahodu proti Zalivu Vseh svetih. Zakristijo imenujejo »najbolj izvrstna brazilska«. Leta 1703 je bil opisan v dnevniku anonimnega avtorja, da ima »stene, tla in strop iz jacaranda lesa z lepimi poslikavami; izjemno pohištvo, omare in pozlačene omare; s pravo popolnostjo stavbnega pohištva«. Zakristija ima zdaj tri baročne oltarje iz raznobarvnega marmorja iz Italije, kjer so razstavljeni veliki kipi in slike in je bogato okrašena z baročnim pohištvom.
Zakristija je iz 17. stoletja in ima slike Jezusovega življenja na bakrenih ploščah z oltarjem v sredini. Stene so pokrite s portugalskimi azulejosi iz 17. stoletja. Kasetiran strop zakristije ima lesene plošče, poslikane z manierističnimi motivi in portreti uglednih članov jezuitskega reda.

### Muzej sakralne umetnosti
Nad zakristijo je šolska stara knjigarna. Do nje se dostopa skozi prehod s ploščicami, na stropu pa je opazna slika v slogu iluzionistične arhitekture z alegorijami časa in sreče, ki jo pripisujejo Antôniu Simõesu Ribeiru. Danes je tam Muzej sakralne umetnosti. Stolnicoo in njeno celotno zbirko je Iphan uvrstil na seznam leta 1938 zaradi velikega zgodovinskega in umetniškega pomena.

### Katakomba
Pod marmornim nagrobnikom v glavnem oltarju so odkrili stopnišče, ki je služilo za dostop do starodavne katakombe. Poleg te katakombe so bile najdene tudi kosti, vključno s trinajstimi človeškimi lobanjami, v kapeli svetega Ignacija Lojolskega.

## Zaščiten status
Salvadorsko stolnico je Nacionalni inštitut za zgodovinsko in umetniško dediščino leta 1938 uvrstil na seznam zgodovinskih objektov. Struktura je bila registrirana v knjigi zgodovinskih del, napis 77 in knjigi likovnih umetnosti, fls. 14. Direktiva nosi datum 25. maj 1938.